# Lorenzo Alocén
Lorenzo Alocén Castan (* 4. November 1937 in Saragossa; † 18. Januar 2022 in Barcelona) war ein spanischer Basketballspieler.

## Biografie
Lorenzo Alocén begann seine Basketballkarriere beim CN Helios und kam über Real Saragossa 1961 zu Real Madrid. Dort konnte er zwei spanische Meistertitel sowie einmal den spanischen Pokal gewinnen. Im FIBA Europapokal der Landesmeister 1961/62 traf Madrid in der 2. Runde auf Ignis Varese. Im Hinspiel stand es wenige Minuten vor Ende der Partie Unentschieden. Da Real stark geschwächt war, befahl der Trainer Pedro Ferrándiz Alocén den Ball in den eigenen Korb zu werfen, damit das Team in einer Verlängerung nicht höher verliert. Die Mannschaft verlor daraufhin das Spiel mit zwei Punkten Unterschied, konnte jedoch durch einen höheren Sieg im Rückspiel in die nächste Runde einziehen. Aufgrund dessen sah sich die FIBA gezwungen, ihre Regeln diesbezüglich zu ändern.
Nach dem Tod seines Vaters kehrte Alocén zum CN Helios zurück, um näher bei seiner Mutter zu wohnen. Dort wurde er 1964/65 bester Scorer. Zwischen 1967 und 1973 war Alocén für den Picadero Jockey Club aktiv, ehe er danach noch eine Saison für den Círcol Catòlic de Badalona spielte.
Für die spanische Nationalmannschaft bestritt Alocén insgesamt 69 Länderspiele und nahm unter anderem an den Olympischen Sommerspielen 1968 in Mexiko-Stadt teil. Das Team belegte den 7. Platz.
Lorenzo Alocén starb am 18. Januar 2022 im Alter von 84 Jahren.